# ۷۸۶ (خورشیدی)
۷۸۶ هفتصد و هشتاد و ششمین سال هجری خورشیدی است.